# Матусів
Ма́тусів — село, центр Матусівської сільської громади Звенигородського району Черкаської області.

## Географія
У селі річка Нікуда впадає у річку Гнилий Ташлик.

## Назва
Український краєзнавець Л. Похилевич 1864 р. відзначав, що село колись було хутором, який належав матері (матусі) знатного козака. За модернізованою легендою, це був гетьман Богдан Хмельницький. Проте ойконім походить не від матусі, а від імені Матус. До того ж, серед перших переселенців була родина саме заможного козака Матуса (Матвія) Никогда. Його нащадок — кавалер ордена Святого Георгія, полковник Армії УНР Гаврило Никогда 1919 р. став першим командантом Морської піхоти УНР. А на вул. Натягайлівка (Козацька) до кінця ХХ ст. простояв колись найбільший у селі будинок, який Матвіїв син або внук звів 1771 р., про що свідчила дата на сволоці.

## Історія

М.Лопухіна Різдвяна служба.

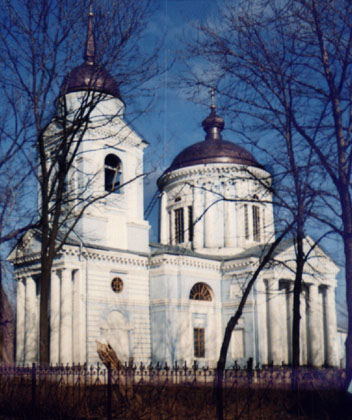
Вознесенська церква (1812—1818 років)

Місцевість уздовж річки Гнилий Ташлик люди займали здавна. Навколо села знаходиться багато могил раннього скіфського походження. У нову добу за цей край змагалися кримські татари та українські козаки.
Село засноване у XVIII ст.
Одним з перших власників маєтку був генерал-майор, командувач лейб-гвардії Козацького лейб-гвардії полку Олексій Петрович Орлов, який був одружений з Наталкою Красностаковою. Після виходу у відставку у 1804 році мешкав в маєтку в Матусові, де й помер у віці 84 роки і був похований біля побудованої ним у 1812–1818 рр. церкви Вознесіння. Імовірно, храмова будівля належить до творів архітектора А. І. Меленського. Збудована у стилі пізнього класицизму. Як свідчить Марія Іванівна Лифар (нар.17 березня 1924) з роду Орлових,, що, як їй розповідала мати, його могила до Жовтневого перевороту 1917 року була впорядкована.
Від батька маєток перейшов до його єдиного сина: генерал-лейтенанта, генерал-ад'ютанта, похідного отамана донських козачих полків, Івана (нар.1795 — пом.1874).
А вже його син Давид продав маєток родині Адріана Адріановича Лопухіна.
Наприкінці 1890-х рр. вихідці з Матусова та сусідніх сіл Станіславчик, Сигнаївка, Крутики переселилися на землі Низового Надволжя, де засновують село Кияни.
На 1862 рік у селі було дві церкви, дві парафії, тому й дві школи. Одна школа у церкві св. Дмитрія, "составляет очень приятное исключение из множества других. Священник этого прихода - человек образованный и видавший свет, сам занимается ежедневно со своими учениками...". 
Район села став місцем активних бойових дій в ході Корсунь-Шевченківської битви.  
Операція розпочалася у ніч на 25 січня 1944 року. З рубежу на річці Сухий Ташлик перейшли в наступ передові батальйони 4-ї гвардійської армії генерал-майора О. Рижова і 53-ї армії генерал-лейтенанта І. Галаніна 2-го Українського фронту.  
Вранці 25 січня 1944 року перейшли в наступ головні сили радянських військ. Їм вдалося прорвати оборону німецьких військ на відрізку Вербівка, Калинівка, Баландине, Красносілка і розпочати переслідування німецьких військ, що відступали.
27 січня радянськими військами була зайнята Шпола. Зосередивши тут головні сили і заправивши машини, корпус продовжував наступ силами 8-ї і 80-ї танкових бригад. 28 січня 1944 року ці бригади зустрілися з частинами 6-ї танкової армії 1-го Українського фронту в Звенигородці. Різними підрозділами радянських військ було створено зовнішнє і внутрішнє кільця оточення. Утворився відомий Корсунь-Шевченківський «мішок».
Рубіж німецької оборони Цвіткове - Бурти - Воронівка - Вербівка був проміжним і не підготовленим в інженерному відношенні. Однак гітлерівці чинили тут запеклий спротив, маючи на меті не допустити прориву радянських військ у північному напрямку, утримати район села Бурти як найближчу точку з'єднання своїх військ, оточених на північ від Шполи і Звенигородки, та танкової групи, яка здійснювала спробу деблокади з півдня [ ЦАМО, ф. 863, о. 1, спр. 8, арк. 8 ].  
У ніч на 31 січня 1944 року німецькі війська (вірогідно, зі складу 57-ї піхотної дивізії вермахта) вели активний обстріл підрозділів 62-ї гвардійської стрілецької дивізії. З підходом дивізії до південно-східної околиці Матусова, обстріл посилився [ ЦАМО, ф. 1189, о. 1, спр. 16, арк. 93 ]. До 14:20 31 січня дивізія зайняла центральну частину села, продовжуючи наступ на Сигнаївку, під активним обстрілом німецької артилерії. О 16:00 командир 62-ї дивізії гвардії полковник Мошляк вирішив оволодіти с. Надточаївка та с. Сердегівка [ ЦАМО, ф. 1189, о. 1, спр. 16, арк.  94 ]. О 20:00 в тексті чергового оперативного зведення  начальник штабу 62-ї дивізії гв. підполковник Бісярін та начальник оперативного відділення гв. підполковник Могілєвцев повідомили: за день 31 січня підрозділами дивізії було знищено 180 гітлерівських солдат і офіцерів, 3 гармати різного калібру, 4 автомашини, до 60 коней, 30 возів. У якості трофеїв було захоплено 14 гармат різного калібру, 60 гвинтівок, 19 кулеметів, 11 автомашин,  1 мотоцикл. В бою загинуло 39 воїнів 62-ї гвардійської стрілецької дивізії, ще 95 отримали поранення [ ЦАМО, ф. 1189, о. 1, спр. 18, арк. 23 ].  
31 січня 1944 року, після оволодіння сусідніми селами Самгородок і Макіївка, 5-та гвардійська повітрянодесантна дивізія під командуванням полковника Павла Афоніна повела наступ на Матусів і прилеглий хутір Красна Долина, маючи на меті оволодіти ними і услід за цим (до кінця дня) зайняти розташоване неподалік село Терешки. За підсумками наступального бою, 1-й гвардійський повітрянодесантний полк зайняв західну околицю хутора Красна Долина (на південній околиці Сигнаївки), а 16-й полк цієї ж дивізії - його східну околицю. 11-м гвардійським повітрянодесантним полком було зайнято сусідній хутір Сухопарин (на північ від Лебедина). За день бою бійцями 5-ї дивізії було знищено і поранено до 300 солдат і офіцерів противника, захоплено 14 гармат та 10 кулеметів [ ЦАМО, ф. 320, о. 4522, спр. 110, арк. 143 ]. З числа десантників одним з героїв бою під Матусовим став Митрофан Степанович Бурлак (1904 р. н.) з-під Чигирина. В рукопашному бою стрілець 1-ї роти 1-го стрілецького батальйону 1-го полку червоноармієць Бурлак знищив 6 гітлерівців. 27 лютого 1944 року він був відзначений медаллю "За відвагу".  
Того ж дня тривав успішний наступ 252-ї стрілецької дивізії: в обхід панівної висоти 162.5, з якої гітлерівці чинили активний спротив, були взяті хутори Полтава (928-й та 924-й стрілецькі полки) та Ленія (932-й стрілецький полк). За день бою підрозділами дивізії було вбито і поранено до 250 солдатів і офіцерів противника, захоплено 7 гармат різного калібру, 10 кулеметів та 2 коней [ ЦАМО,  ф. 1536, о. 1, спр. 81, арк. 1 ].  
Згідно з даними Державного комітету природних ресурсів України між Матусовим та містом Шпола розташований географічний центр України (49°01′39″ пн. ш. 31°28′58″ сх. д. / 49.02750° пн. ш. 31.48278° сх. д.).

## Мікротопоніміка

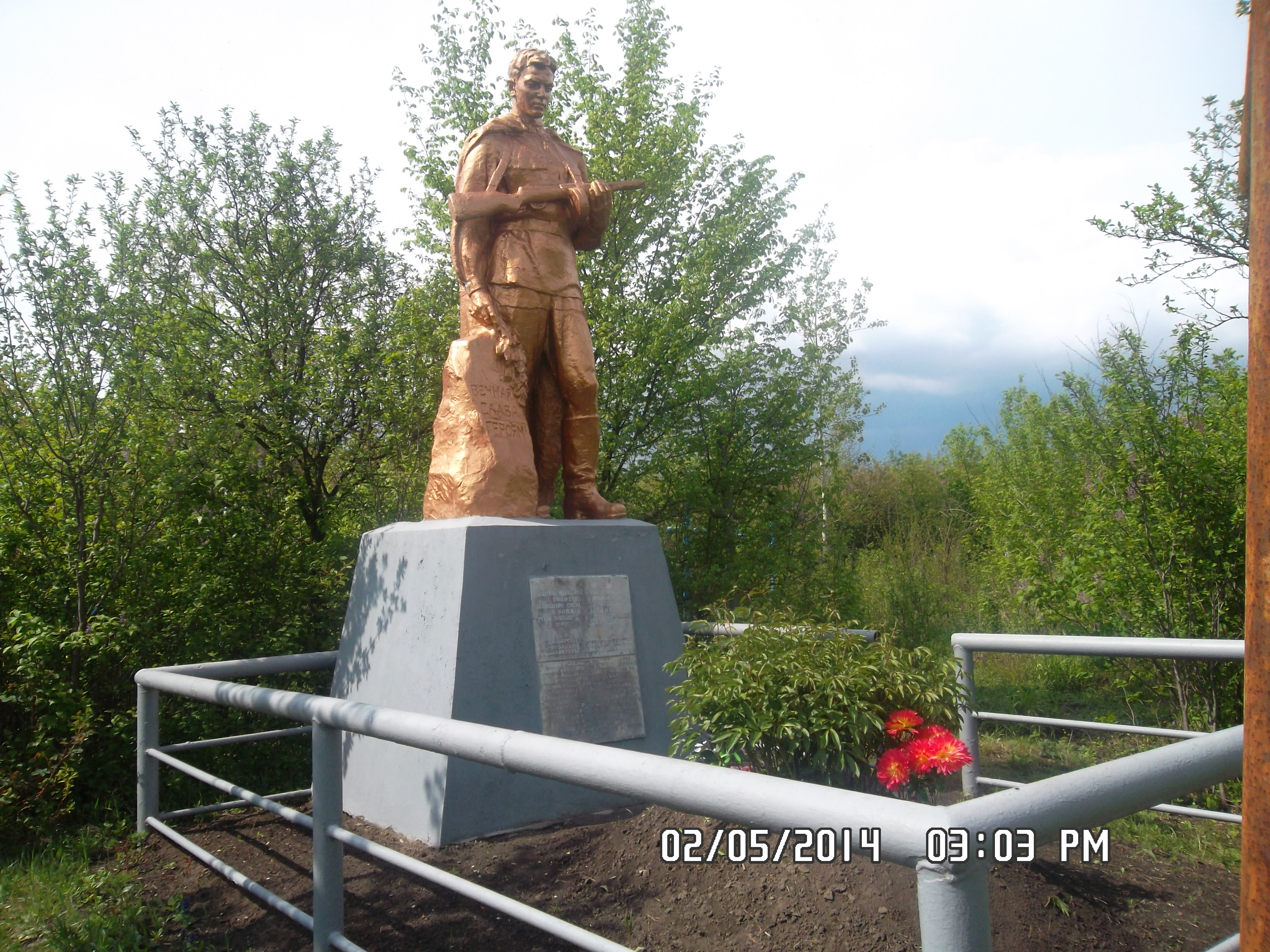
Пам"ятник воїнам-визволителям на братській могилі в Матусові

Мікротопоніміка — історично сформований онімний пласт села.
Їх специфіка тісно пов'язана з різними особливостями іменованих об'єктів. Окрім того, зустрічаються ненормативні назви вулиць:
Байрак, Вищий і Нижній Куток, Гресівка, Заруддя, Кривосраківка, Ленія, Натягайлівка (сучасна вул. Козацька), Оленіківка, Полтава, Тугаїв яр, Хутір та ін.
Протягом XX ст. оніми невеликих географічних об'єктів Матусова зазнали і далі продовжують зазнавати значних змін.
У радянську добу вулиці отримали переважно ідеологічно навантажені назви.

## Пам'ятки
- Шостачка, Ракові верби — гідрологічний заказник місцевого значення.

## Відомі люди
- Багач Олександр Миколайович (* 21 листопада 1966) — український штовхач ядра; бронзовий призер олімпіади в Атланті (1996)
- Гондюк Сергій Ігорович (1990—2022) — головний сержант Збройних сил України, учасник російсько-української війни.
- Бойко Галина Яківна — депутат Верховної Ради УРСР 11-го скликання;
- Деменев Валерій Анатолійович (1995—2023) — молодший сержант Збройних сил України, учасник російсько-української війни. Герой України (2025, посмертно).
- Кравченко Володимир Іванович (*16 квітня 1941 — †7 квітня 2001) — багаторічний керівник колгоспу «Комуніст» у селі Матусів. Кавалер двох орденів Леніна, Трудового Червоного прапора, Лауреат Державної премії СРСР в галузі архітектури 1990 року.
- Лифар Сергій Іванович (1969—2014) — капітан Державної прикордонної служби України, учасник російсько-української війни.
- Лінчевський Олександр Валерійович (1998—2019) — матрос Збройних сил України, учасник російсько-української війни.
- Лопухіна Маріамна Андріанівна (нар.1871—пом.03.03.1961). Художниця. Чоловік Лев Олексійович Давидов.
- Мямліна Людмила Іванівна (1914—1992) — українська зоотехнік-селекціонерка, Герой Соціалістичної Праці.
- Никогда Гаврило Потапович (1890-ті — після квітня 1919) — кавалер ордена Святого Георгія, полковник, командир Морської піхоти УНР.
- Олійник Микола Дмитрович (* 1944) — український актор, Народний артист України;
- Олійник Ольга Арсенівна (1925—2001) — радянський математик, дійсний член РАН, завідувач кафедри МДУ, професор.
- Соколовський Ростислав Сергійович (1989—2022) — молодший сержант Збройних Сил України, учасник російсько-української війни.
- Яворський Валентин Іванович — полковник Армії УНР
- Яхно Іван Васильович (1937) — педагог, почесний краєзнавець України, автор п'яти книг про село Матусів

## Відео
- Матусів: повернення (короткий фільм) [Архівовано 21 грудня 2021 у Wayback Machine.]
- Моя Черкащина на 26 03 _ Матусів [Архівовано 21 грудня 2021 у Wayback Machine.]